# Varhaňovce
Varhaňovce (in ungherese Vargony) è un comune della Slovacchia facente parte del distretto di Prešov, nella regione omonima.